# Xonrupt-Longemer
Xonrupt-Longemer is een gemeente in het Franse departement Vosges (regio Grand Est) en telt 1489 inwoners (1999). De plaats maakt deel uit van het arrondissement Saint-Dié-des-Vosges.
In 1919 werd de gemeente Xonrupt-Longemer opgericht; ervoor behoorde ze tot de gemeente Gérardmer.

## Geografie
De oppervlakte van Xonrupt-Longemer bedraagt 30,8 km², de bevolkingsdichtheid is 48,3 inwoners per km².
Het dorpje Xonrupt-Longemer ligt in een vallei en ligt gemiddelde 642 meter boven zeeniveau. De gemeente omsluit ook een aantal meren, waarvan het Meer van Longemer (736 meter) en het Meer van Retournemer (776 meter) de grootste zijn. Vanuit de vallei is er zicht op de Hohneck (1364 meter), de hoogste bergtop in de omgeving.

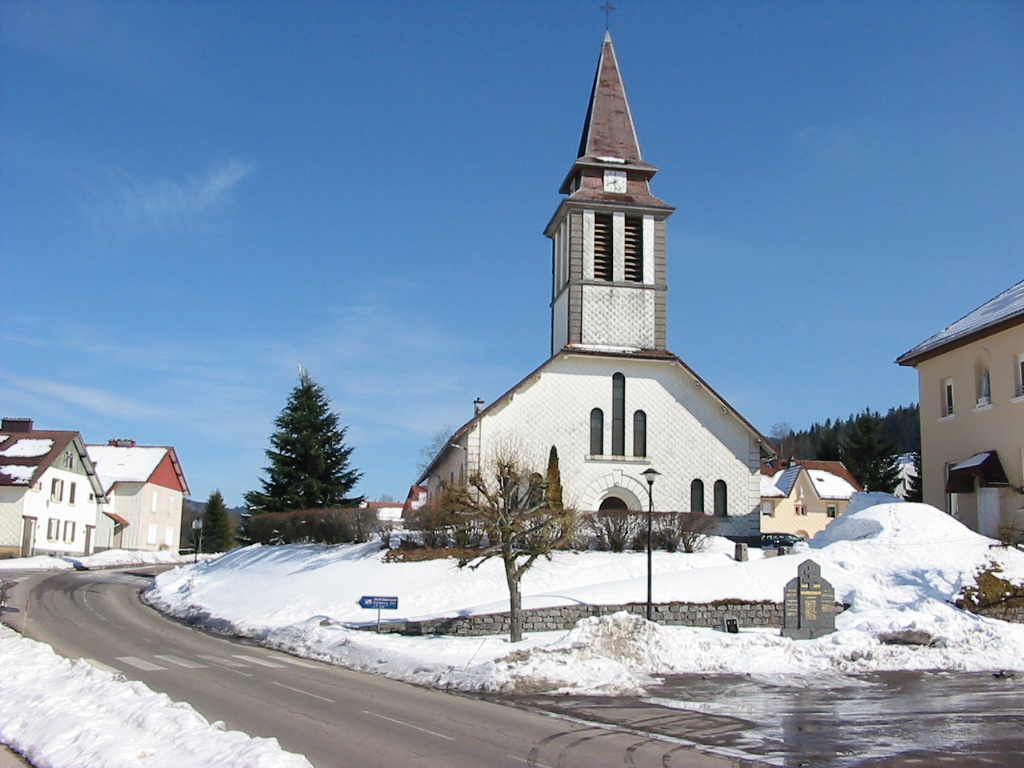
Centrum van Xonrupt
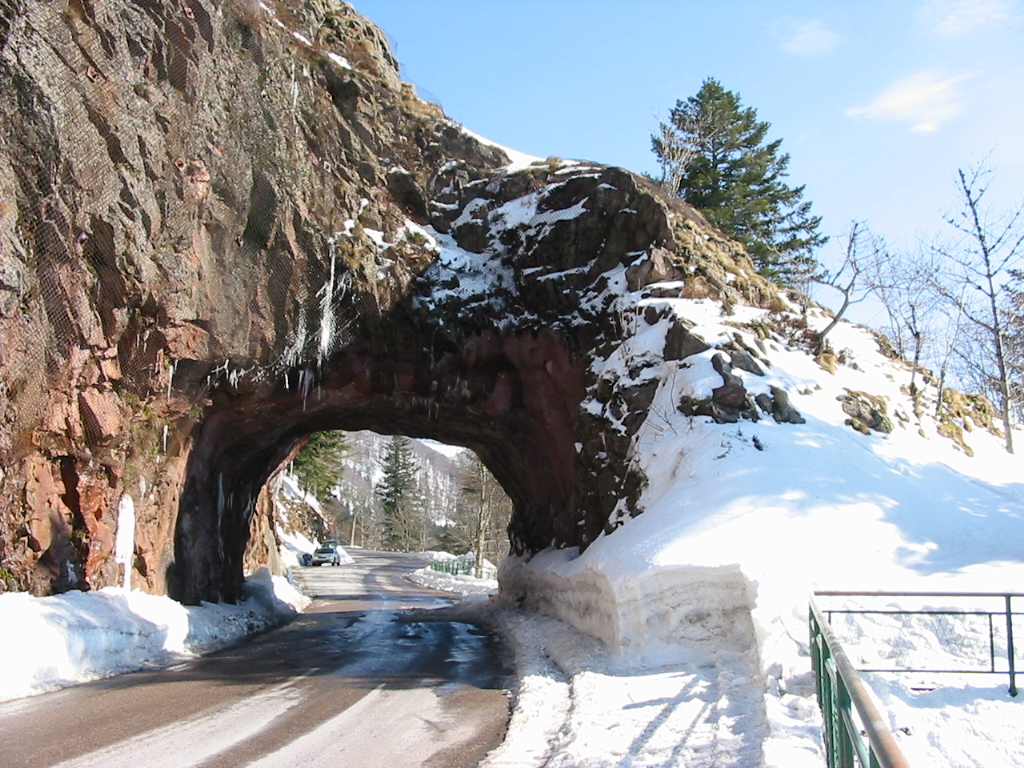
Roche du Diable

De onderstaande kaart toont de ligging van Xonrupt-Longemer met de belangrijkste infrastructuur en aangrenzende gemeenten.

## Demografie
Onderstaande figuur toont het verloop van het inwonertal (bron: INSEE-tellingen).